# All that
All That är en amerikansk TV-serie som sändes på Nickelodeon mellan 1994 och 2005, för att sedan återigen sändas 2019, med korta komedisketcher och varje vecka bjuds en ny musikalisk gäst in i studion. I de tidigare säsongerna har bland annat Britney Spears varit inbjuden. De tidigare avsnitten var inspelade på den numera nedlagda Nickelodeon Studios på Universal Studios i Orlando, Florida. Men det flyttades senare till Nickelodeons Sunset Theater i Hollywood, Kalifornien.
Serien hade sin debut den 16 april 1994 som en förhandsvisning, och debuterade som en officiell serie den 24 december 1994. Det blev en framgångsrik serie internationellt, i länder som Storbritannien, Australien och Kanada. 
Man meddelade 2005 att All That skulle läggas ned efter den tionde säsongen. Det sista avsnittet sändes den 22 oktober 2005 på Nickelodeon.
All That började återigen sändas på Nickelodeon den 15 juni 2019, efter nästan fjorton års uppehåll från när det sista avsnittet från den föregående säsongen sändes, med Kenan Thompson och Kel Mitchell som exekutiva producenter och med en ny uppsättning av ungdomar som består av  Ryan Alessi, Reece Caddell, Kate Godfrey, Gabrielle Green, Nathan Janak, Lex Lumpkin och Chinguun Sergelen. Även Lori Beth Denberg och Josh Server från originalsäsongerna av serien medverkade i premiäravsnittet.

## Medverkande de första åren (1994-2000)

### Säsong 1 (1994–1995)
- Angelique Bates
- Lori Beth Denberg
- Katrina Johnson
- Kel Mitchell
- Alisa Reyes
- Josh Server
- Kenan Thompson

### Säsong 2 (1995–1996)
- Angelique Bates
- Lori Beth Denberg
- Katrina Johnson
- Kel Mitchell
- Alisa Reyes
- Josh Server
- Kenan Thompson

### Säsong 3 (1996–1997)
- Amanda Bynes
- Lori Beth Denberg
- Katrina Johnson
- Kel Mitchell
- Alisa Reyes
- Josh Server
- Kenan Thompson

### Säsong 4 (1997–1998)
- Amanda Bynes
- Lori Beth Denberg
- Leon Frierson
- Christy Knowings
- Zach McLemore
- Kel Mitchell
- Josh Server
- Danny Tamberelli
- Kenan Thompson

### Säsong 5 (1998–1999)
- Amanda Bynes
- Nick Cannon
- Victor Cohn-Lopez
- Leon Frierson
- Christy Knowings
- Kel Mitchell
- Mark Saul
- Josh Server
- Danny Tamberelli
- Kenan Thompson

### Säsong 6 (2000)
- Amanda Bynes
- Nick Cannon
- Leon Frierson
- Gabriel Iglesias
- Christy Knowings
- Mark Saul
- Josh Server
- Danny Tamberelli

## Medverkande i återlanseringen (2002-2005)

### Säsong 7 (2002)
- Chelsea Brummet
- Jack DeSena
- Lisa Foiles
- Bryan Hearne
- Shane Lyons
- Giovonnie Samuels
- Kyle Sullivan

### Säsong 8 (2002–2003)
- Chelsea Brummet
- Jack DeSena
- Lisa Foiles
- Bryan Hearne
- Shane Lyons
- Giovonnie Samuels
- Jamie Lynn Spears
- Kyle Sullivan

### Säsong 9 (2003–2004)
- Chelsea Brummet
- Ryan Coleman
- Jack DeSena
- Lisa Foiles
- Christina Kirkman
- Shane Lyons
- Giovonnie Samuels
- Jamie Lynn Spears
- Kyle Sullivan

### Säsong 10 (2005)
- Chelsea Brummet
- Ryan Coleman
- Jack DeSena
- Lisa Foiles
- Christina Kirkman
- Kyle Sullivan
- Kianna Underwood
- Denzel Whitaker
- Lil' JJ

## Medverkande i den andra återlanseringen (2019-nutid)

### Säsong 11 (2019)
- Ryan Alessi
- Reece Caddell
- Kate Godfrey
- Gabrielle Green
- Nathan Janak
- Lex Lumpkin
- Chinguun Sergelen